# Земля до начала времён 12: Великий День Летунов
«Земля до начала времён 12: Великий День Летунов» (англ. The Land Before Time XII: The Great Day of the Flyers) — мультфильм производства США, продолжающий мультипликационную серию «Земля до начала времён» (2006).

## Сюжет
Семья Питри готовится к важному событию — Дню Летунов, когда все юные летающие ящеры должны продемонстрировать свои умения и навыки и доказать, что готовы к самостоятельной жизни. Питри с большим страхом ждёт этого дня, потому что братья и сёстры считают его «бесперспективным», неспособным работать в команде. Товарищи, как могут, подбадривают его, стараясь внушить ему уверенность в собственных силах. К старым друзьям присоединяется новый — странного вида пернатое существо, откликающееся на имя «Гвидо». Гвидо немного чудаковат, да ещё и лунатик, однако он искренне сочувствует Питри и желает ему помочь.
Общие старания друзей приносят плоды — Питри не только блестяще проходит испытание, но и спасает упавшую в реку маленькую Тришу (сводную сестру Сэры).

## Персонажи и актёры
- Ник Прайс — Литтлфут (англ. Littlefoot)
- Энди Макэфи — Сэра (англ. Cera)
- Эйриа Кёрзон — Даки (англ. Ducky)
- Джефф Беннетт — Питри (англ. Petrie)
- Кеннет Марс — Дедушка (англ. Grandpa Longneck)
- Роб Полсен — Спайк (англ. Spike), Гвидо (англ. Guido)
- Ника Футтерман — Роки (англ. Rocky)
- Тресс Макнилл — Мама Петри
- Джон Ингл — Отец Сэры
- Кэмрин Манхейм — Трия (англ. Tria)
- Ника Футтерман — Триша (англ. Tricia)
- Фрэнк Уэлкер — спинозавр.